# 张维桢 (1901年)
张维桢（1901年—1993年3月21日），湖南华容人，中国共产党工人运动领袖之一。

## 生平
张维桢早年在长沙市第一纱厂任职，并任纱厂工人俱乐部干事。1923年加入中国社会主义青年团，1925年加入中国共产党。此后前往上海参加工人运动，历任上海总工会第四办事处秘书主任、杨树浦工会联合会委员长、上海纺织业总工会委员长兼党团书记等职，曾组织纺织工人参加了上海工人三次武装起义。1927年先后担任过中共上海南市区部委书记、上海总工会法南区特派员、中共江苏省委常委、上海总工会沪东区特派员。1928年被捕入狱，期间担任中共江苏省委直属监狱特别支部书记。1933年出狱，次年出任上海纱厂总工会主任。1936年任日本纱厂工作委员会委员、主任，并组织纱厂工人反对日本侵略。1937年前往延安，进入抗日军政大学学习。同年底被派遣到河南，历任郑州中心县委书记、襄城县委书记、豫中地委书记、河南省委代理书记等职。1940年出任中共河南省委书记。1941年回到延安，进入中央党校学习。抗日战争结束后，又历任辽吉省委职工运动委员会秘书长，哈尔滨市总工会主席，东北总工会副主席、全国总工会执委等。
中华人民共和国成立后，曾任东北总工会主席，东北人民政府委员、劳动部长。1954年前往北京，先后担任中国轻工业工会主席、中华全国总工会书记处书记。文化大革命期间受到迫害。1982年当选中顾委委员。1993年在北京逝世。